# توماس لوي
توماس لوي (بالإنجليزية: Thomas Lowe)‏ هو سياسي أمريكي، ولد في 1812، وتوفي في 18 نوفمبر 1875.